# Gael Martin
Gael Martin (Australia, 27 de agosto de 1956) es una atleta australiana retirada, especializada en la prueba de lanzamiento de peso en la que llegó a ser medallista de bronce olímpica en 1984.

## Carrera deportiva
En los JJ. OO. de Los Ángeles 1984 ganó la medalla de bronce en el lanzamiento de peso, con una marca de 19.19 m, tras la alemanda Claudia Losch (oro con 20.48 m) y la rumana Mihaela Loghin (plata con 20.47 m).